# Softpedia
Softpedia este un sit web care indexează informații și oferă descărcări pentru numeroase jocuri, programe de tip driver, telefoane mobile și software pentru diverse sisteme de operare, cum ar fi Windows, Macintosh și Linux. 
Situl clasifică, de asemenea, știri importante din computere, tehnologie, știință, sănătate și petrecerea timpului liber, atât din alte surse cât și din surse proprii. Conform statisticilor realizate de Alexa Internet, în august 2011, Softpedia s-a clasat pe locul 394 în topul celor mai vizitate pagini web de pe Internet. 
Categoriile Software sunt aranjate ierarhic și sunt modelate după structura de directoare folosită în sistemele de operare Microsoft. Spre exemplu, se poate găsi "C: \ Mobile Phone Tools \ Sony Ericsson". Categoriile mai bogate sunt listate pe pagini multiple. Utilizatorii pot sorta ceea ce doresc după diferite criterii, data ultimei descărcări, numărul de descărcări sau rating. 
Situl găzduiește de asemenea și un forum, iar din mai 2010, unele porțiuni ale portalului sunt disponibile în limba spaniolă.
La nivel global, Softpedia.com este în topul portalurilor de download, iar concurența vine în primul rand din Statele Unite ale Americii. În anul 2007, traficul pe portalul Softpedia.com era de aproape 3,5 milioane de vizitatori pe săptămână, majoritatea din afara României.

## Softnews Net
Portalul Softpedia este deținut de compania Softnews Net, care este controlată de Cătălin Gârmacea și Bogdan Gheorghe.
Aceștia au pornit afacerea pe vremea când încă erau studenți.
Inițial, situl se numea Softnews.ro, dar spre la sfârșitul anului 2003, și-a schimbat numele în cel actual.
Majoritatea veniturilor realizate de companie provin din publicitatea online pe domeniul www.softpedia.com, adresată vorbitorilor de limbă engleză.
În anul 2006, 95% din cifra de afaceri s-a realizat cu venituri din afara României și numai 5% din venituri au reprezentat publicitatea pentru companii din România.
Cifra de afaceri:
- 2009: 2,6 milioane euro[2]
- 2006: 1,6 milioane euro[1]
- 2005: 0,5 milioane dolari[4]